# 한국영
한국영(韓國榮, 1990년 4월 19일~)은 대한민국의 축구 선수이며 포지션은 수비형 미드필더이다. 현재 전북 현대 모터스 소속이다.

## 구단 경력
2010년 일본의 쇼난 벨마레에 입단하였다.
2013년 유럽 프라이부르크와 셀틱, 클럽 브뤼헤 등이 한국영에게 관심을 보였으나 이적이 성사되지는 못하였다. 이후 한국영은 김창수가 뛰고있는 일본의 가시와 레이솔로 이적하였다. 2015년 카타르 스타스 리그 카타르 SC로 이적하였다.
2016년 카타르 SC가 2부리그로 떨어지자 알가라파 SC로 이적하였다. 2017년 7월 5일 군문제로 인해 K리그1 강원 FC로 이적하였다.
2018시즌을 앞두고 군복무를 위해 상주 상무 입대를 추진했으나, 무릎 수술로 입단이 무산되었다. 2021년 1월 22일에 강원과의 4년 재계약에 협상하며 차기 시즌에도 강원에 남게 되었다.

## 국가대표 경력
2007년 FIFA U-17 월드컵에 U-17 대표팀 멤버로 출전했었으나 이후 두각을 보이지 못하며 꾸준히 발탁되지 못했다.
2011년 U-23 대표팀 홍명보 감독의 눈에 들어 다시 대표팀에 선발되었다. 그러나 부상으로 2012년 하계 올림픽 대표팀에서 낙마하였고 정우영이 그를 대신하였다.
2014년 브라질 월드컵 최종 명단에 포함되어 조별 예선 3경기에 모두 출전하였다. 벨기에전에서 양팀 최하점인 평점 4점을 받았다.
2014년 12월 22일 발표된 2015 AFC 아시안컵 최종 명단에 포함되었다.

## 수상
대한민국
- AFC 아시안컵 : 준우승 (2015)

## 학력
- 일동초등학교 졸업
- 포천중학교 졸업
- 신갈고등학교 → 독일 베르더 브레멘 유학 → 강릉문성고등학교 졸업
- 숭실대학교 중퇴[2]